# Krempe (Steinburg)
Krempe (niederdeutsch Kremp) ist eine Stadt im Kreis Steinburg in Schleswig-Holstein. Sie ist ein ländlicher Zentralort in der Kremper Marsch und zugleich Verwaltungssitz des Amtes Krempermarsch. Buntenhof liegt im Gemeindegebiet.

## Geografie

### Lage
Das Gemeindegebiet erstreckt sich zentral in der Kremper Marsch an der (historisch schiffbaren) Kremper Au, einem Nebenfluss der Stör.

### Nachbargemeinden
An Krempe grenzen direkt die nachfolgenden Gemeinden:
| Bahrenfleth |                                             | Neuenbrook |
| Borsfleth   | Kompassrose, die auf Nachbargemeinden zeigt | Grevenkop  |
| Krempdorf   | Elskop                                      | Süderau    |

## Geschichte

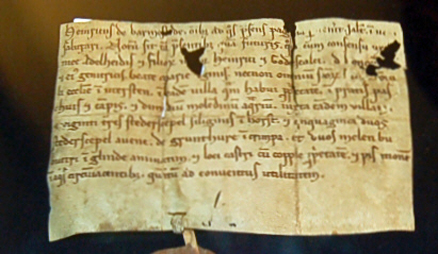
Die erste urkundliche Erwähnung der Stadt

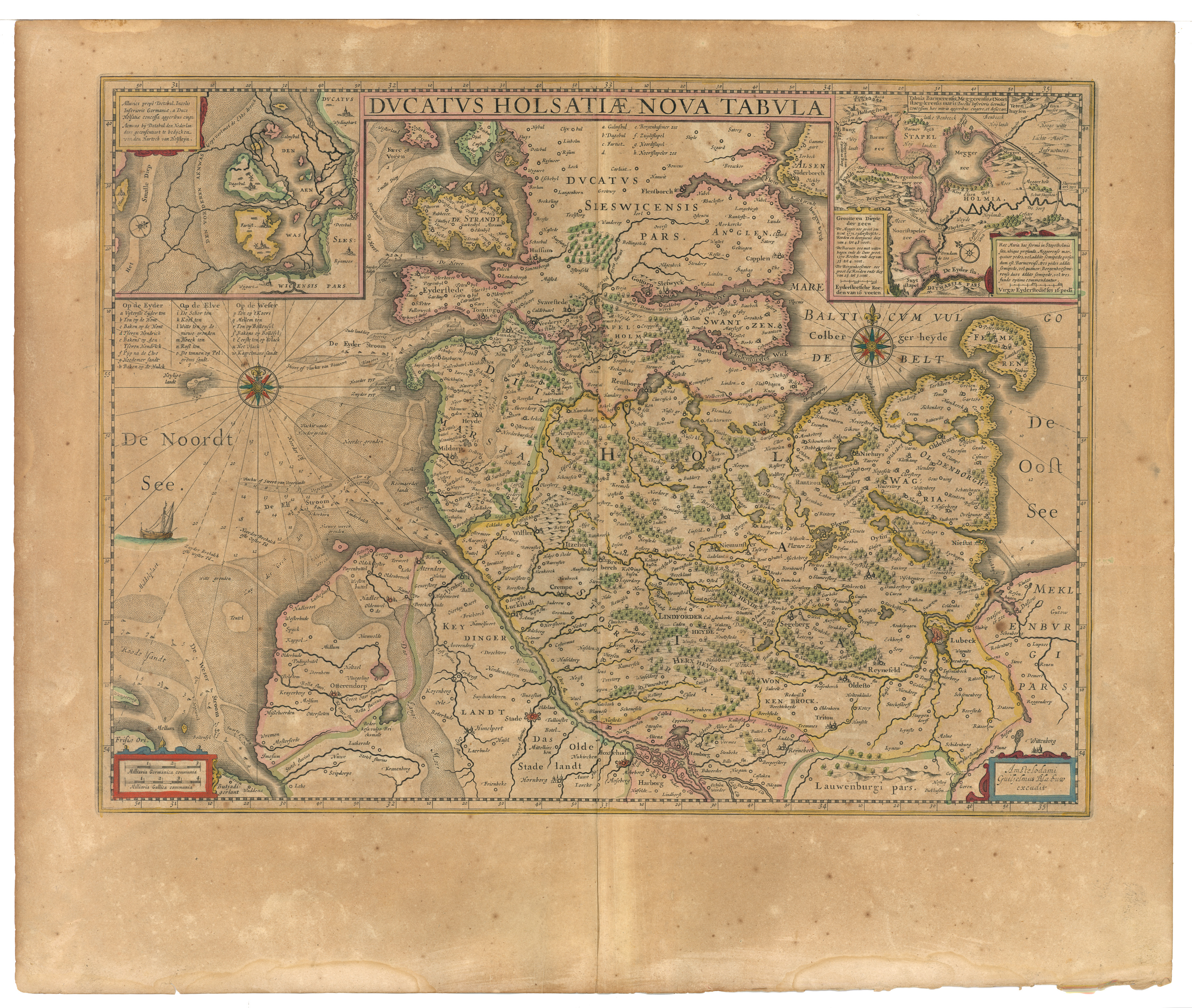
„Crempe“ 1645 im Atlas Maior von Willem Blaeu

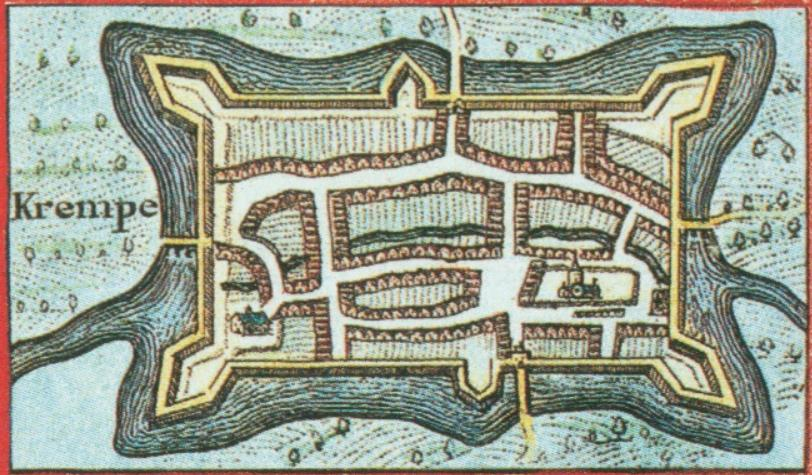
Stadtplan von Krempe in der Neuen Landesbeschreibung von Danckwerth und Mejer (1652)

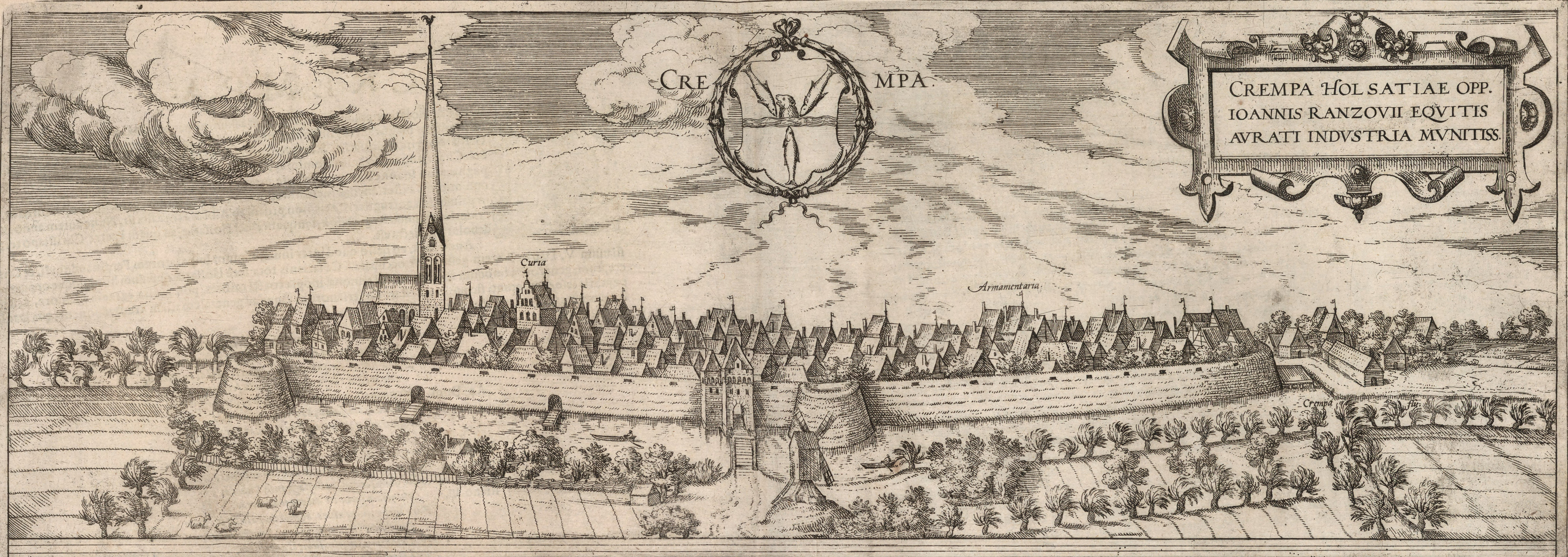
Krempe 1588

Krempe wurde bereits früh besiedelt. Die erste urkundliche Erwähnung Krempes findet sich in einer Schenkungsurkunde des Ritters Heinrichs II. von Barmstede zur Gründung des Klosters Uetersen aus dem Jahre 1234. Die Verleihung der Stadtrechte geschah auf Betreiben der Ritter von Barmstede. Seit dem Jahr 1361 war westlich vor der Stadt ein Siechenhaus für Leprakranke nachweisbar. An der Entwässerung der Stadt waren holländische Siedler beteiligt, welcher der Stadt im Mittelalter zu einem festen Untergrund verhalfen. Ab 1535 wurde Krempe durch den dänischen König Christian III. zum Schutz der holsteinischen Elbmarschen stark befestigt. Ab 1595 – laut anderer Angaben ab 1607 – wurden unter Christian IV. die Ausbauten so erweitert, dass eine Anlage mit Wallgraben, Bastionen und vier Toren entstand, der Graben war bis zu 25 Meter breit und der Wall bis 4,5 Meter hoch. Zu dieser Zeit stand die Stadt in ihrer wirtschaftlichen Blüte und war nach Rendsburg die zweitgrößte Festung im Herzogtum Holstein. Über die Krempau wurde auch Handel mit bedeutenden Städten wie Venedig und Lissabon betrieben. Das Rathaus von Krempe diente dabei auch der Kaufmannsgilde als Verwaltungsbau.
Die Befestigungen des Ortes erwiesen sich im Dreißigjährigen Krieg als nicht ausreichend und Krempe wurde am 14. November 1628 nach mehrmonatiger Belagerung von den Truppen Wallensteins erobert. Bedingt durch Kriegsschäden, die Verschlickung der ehemals schiffbaren Krempau und vor allem durch die Gründung Glückstadts verlor Krempe während des 17. Jahrhunderts zunehmend an Bedeutung. 1857 wurde die Glückstadt-Elmshorner Eisenbahnlinie bis an die Stör verlängert. Damit erhielt die Stadt Bahnanschluss.
Am 26. Januar 1984 war die Stadt Gaststadt bei einem erstmals ausgetragenen Spiel bei der 127. Folge der Fernsehshow Dalli Dalli.

## Politik

### Ratsversammlung
- SPD: 3
- FW: 3
- BGK: 7

Die Ratsversammlung ist die kommunale Volksvertretung der Stadt Krempe. Über die Zusammensetzung entscheiden die Bürger alle fünf Jahre. Die letzte Kommunalwahl fand am 14. Mai 2023 statt. Diese führte bei einer Wahlbeteiligung von 48,7 % zu nebenstehender Zusammensetzung der Ratsversammlung.

### Bürgermeister
Der Bürgermeister der Stadt Krempe ist seit 2009 Volker Haack (BGK, ursprünglich CDU-Kandidat). Seine Stellvertreter sind Dennis Krause (SPD) und Josef Kelsch (Freie Wähler).

### Wappen
Der Entwurf des Kommunalwappens der Stadt Krempe, in der von 1957 bis heute verbindlichen Wappenform, stammt von dem Heraldiker und Grafiker Alfred Brecht.
| Wappen von Krempe | Blasonierung: „In Gold oberhalb und unterhalb eines schmalen blauen Wellenbalkens drei im Dreipass gestellte, mit den Köpfen einander zugewendete blaue Fische. Zwischen den beiden oberen ein rot gezungter schwarzer Wolfskopf.“ |
| Wappen von Krempe | Wappenbegründung: Die Stadt Krempe, als Hauptort der Kremper Marsch, führt ein historisches Wappen, das auf ein mittelalterliches Siegel zurückgeht. Das älteste Stadtsiegel zeigt als Hauptfigur einen Bärenkopf, der dem Wappen der damals ortsansässigen Adelsfamilie „von Barmstede“ entlehnt ist. Im 20. Jahrhundert ist dieser Bärenkopf wohl als Wolfskopf missverstanden worden. Jedenfalls wurde der Wolfskopf bei der im Jahre 1957 durchgeführten Neubearbeitung des Wappens als gültige Version festgelegt und offenbar ist dafür auch keine Genehmigung benötigt worden. Die Fische und der Wellenbalken beziehen sich auf die am Ort liegende Kremper Au mit ihrem damaligen Fischreichtum. |

### Städtepartner- und patenschaften
Mit den Gemeinden Gramzow in der Uckermark im Nordosten Brandenburgs und Sankt Martin im Sulmtal in der Steiermark (Österreich) pflegt Krempe partnerschaftliche Verbindungen und ist Patenstadt für Reichenbach im ehemaligen Kreis Preußisch Holland in Ostpreußen, heute in Polen.

## Kultur und Sehenswürdigkeiten

### Bauwerke
- Den Mittelpunkt der Stadt bildet das Renaissance-Rathaus von 1570. Das Haus war ehemals mit einem Stufengiebel geschmückt und trägt einen kleinen Dachreiter. Im Inneren finden sich der Rats-Saal und der Große Saal, die beide mit reichen Malereien ausgestattet sind, sowie eine große Lagerhalle an der Nordseite des Baus. Das Rathaus wurde 1990 umfassend restauriert und gehört zu den schönsten historischen Rathäusern des Landes. Rund um das Rathaus befindet sich der fast vollständig von Altbauten umstandene Markt.
- Die Kremper Kirche St. Peter befindet sich in direkter Nachbarschaft zu Markt und Rathaus. Die Kremper Kirche ist der mindestens dritte Bau an dieser Stelle, eine erste Kirche ist um 1239 erwähnt. Diese Kirche erhielt 1506 einen neuen Turm, welcher 1648 während eines Sturmes auf das Kirchenschiff fiel und dieses weitgehend zerstörte. Der Nachfolgebau brannte 1814 aus, nachdem schwedische Truppen hier Pulvervorräte gelagert hatten. Die heutige Kirche ist ein klassizistischer Bau von 1832, für den Christian Frederik Hansen die Entwürfe geliefert hat.
- Der Königshof wurde als Nye Hus 1543 erbaut und 1558 durch den dänischen König erworben. Das Fachwerkhaus diente Christian III. als Residenz, wenn er sich in Krempe aufhielt.
- Auf dem Mühlenberg steht der ehemalige Wasserturm von 1902, der mit seiner Höhe von etwa 36 Metern die Stadtsilhouette mitbestimmt.

### Regelmäßige Veranstaltungen
- Großer Flohmarkt in der Innenstadt jährlich an Christi Himmelfahrt
- Das Gildefest (eine Art Schützenfest) findet jedes Jahr am Montag nach dem Johannistag statt, die hierbei auftretenden Fahnenschwenker sind dabei überregional bekannt geworden

### Jugendarbeit
Wertvolle Jugendarbeit für Krempe und die umliegenden Gemeinden leistet der Verband Christlicher Pfadfinderinnen und Pfadfinder, Stamm VCP Krempe – die Likedeeler.

### Kleine Bildergalerie

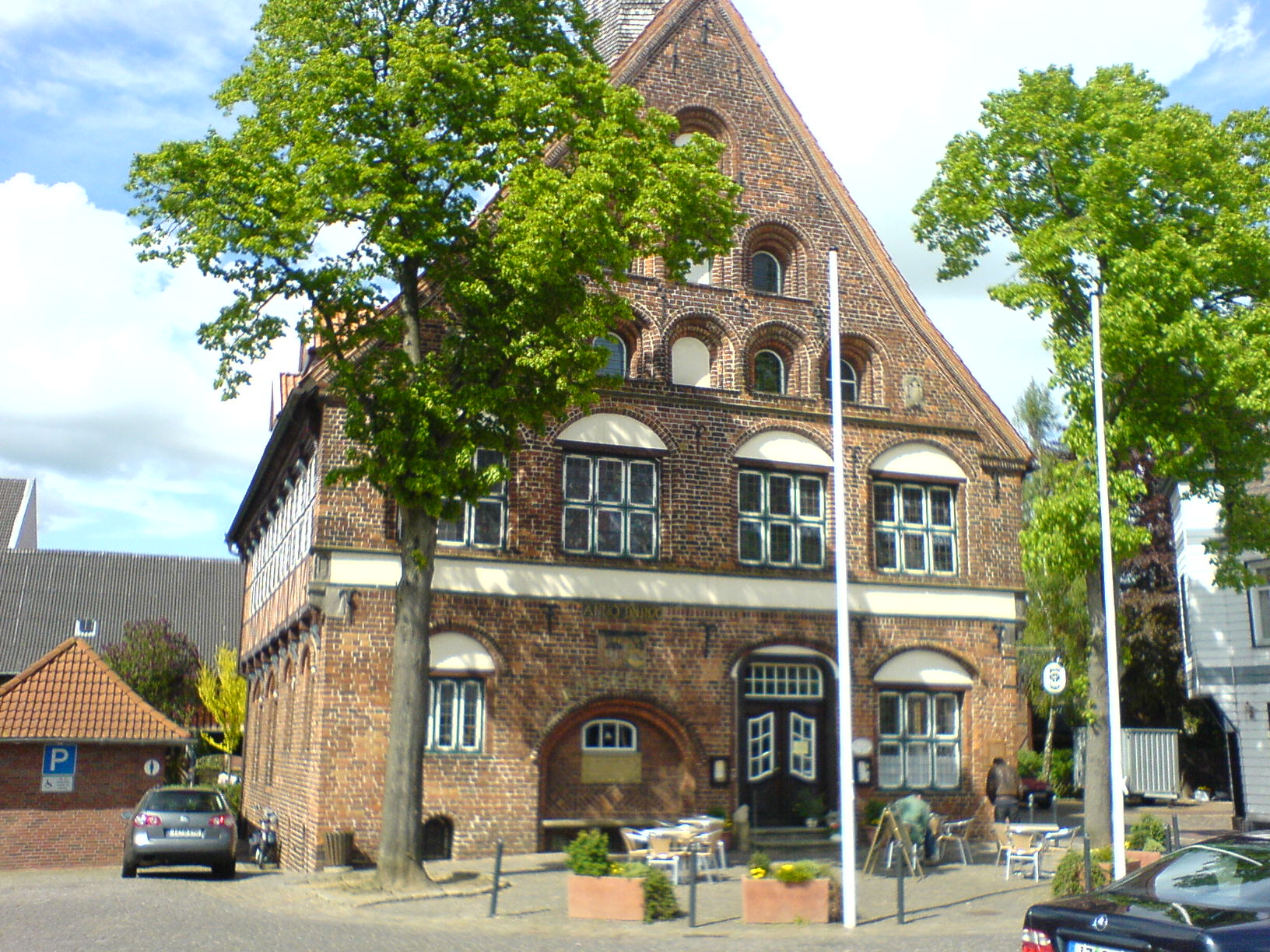
Das Rathaus von Krempe
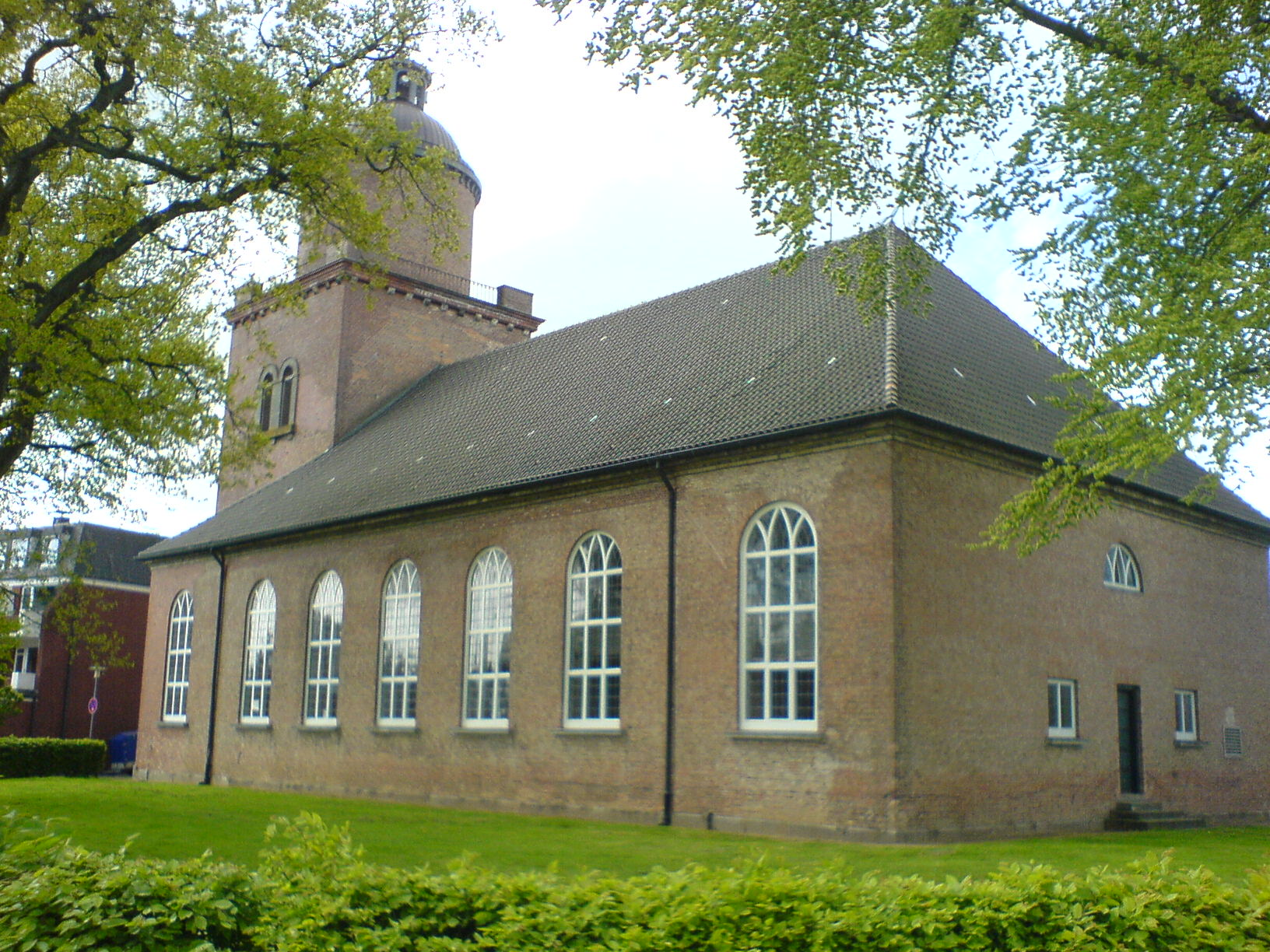
St.-Peter-Kirche
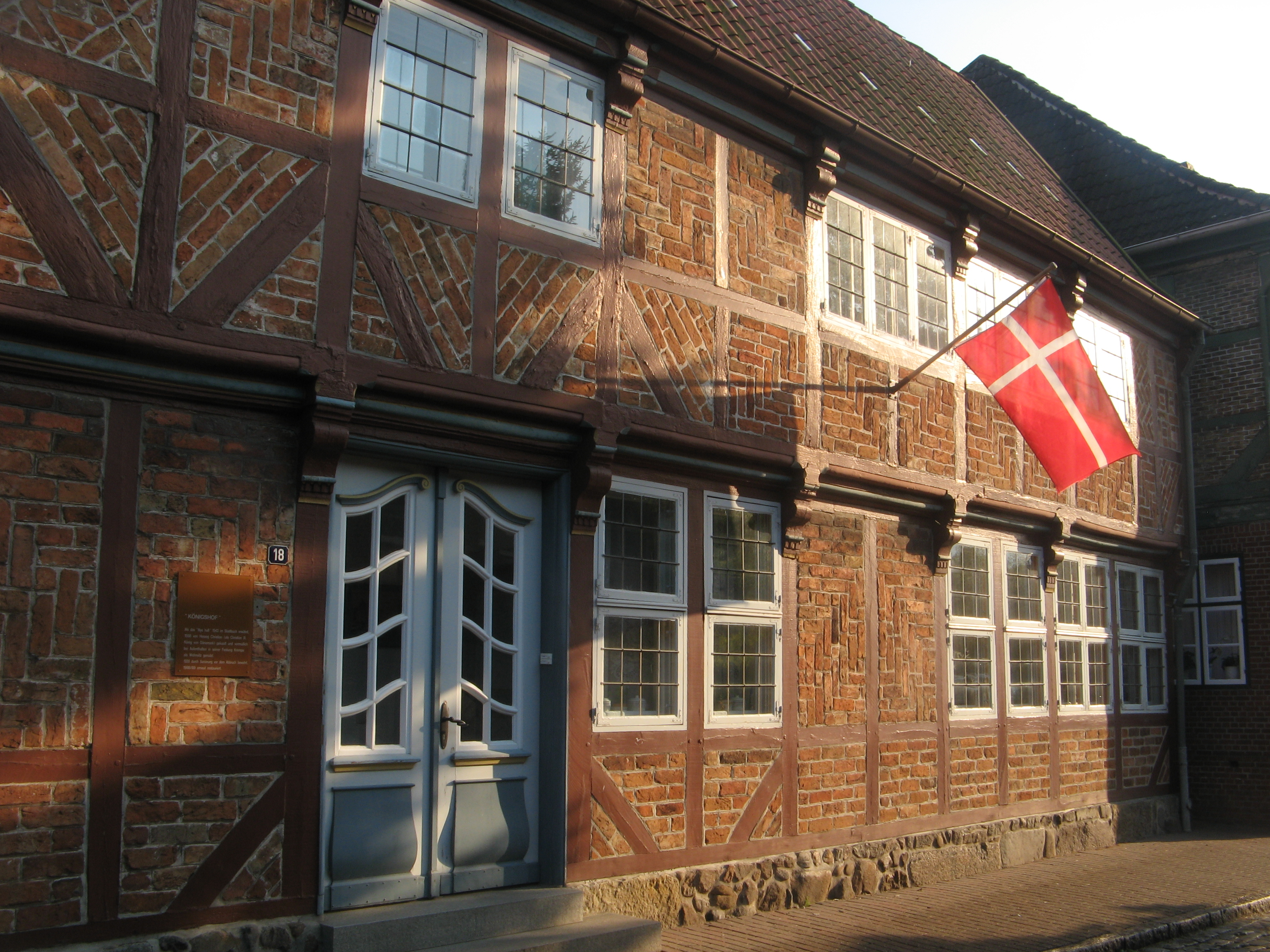
Der Königshof
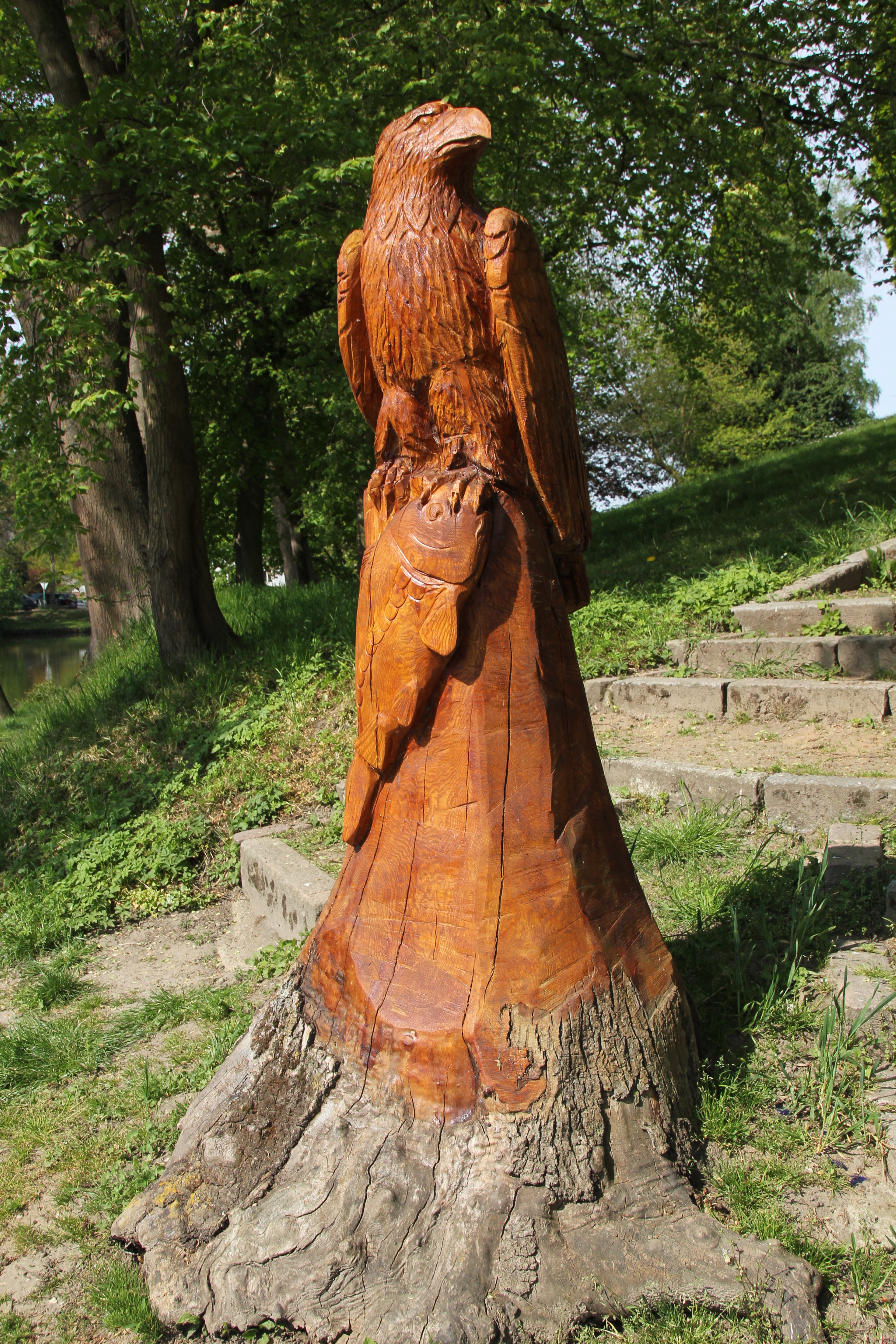
Holzgeschnitzter Seeadler am Kremper Burggraben

Weitere Fotos siehe auch → 

## Wirtschaft und Infrastruktur

### Allgemeines
Die Wirtschaftsstruktur von Krempe ist ländlich geprägt. Der Handel ist zum großen Teil filialisiert. So sind in Krempe ein REWE-Supermarkt (ehemals sky-Markt der coop eG) und eine Nahkauf-Filiale vorhanden. Daneben ist ein Unternehmen aus dem Bereich Stahlbau am Ort ansässig.

### Verkehr
Das Gemeindegebiet liegt abseits des Bundesfernstraßennetzes. Die Anbindung der Gemeinde erfolgt über die schleswig-holsteinischen Landesstraßen L 119 und L 118. Erstgenannte führt auf ihrer Route zwischen Blomesche Wildnis (Anschluss an die Bundesstraße 431 bei Glückstadt) und dem gemeindlichen Grenzraum Münsterdorf/Breitenburg-Nordoe (Anschluss an die Bundesautobahn 23 bei Itzehoe) seit 2002 durch eine Umgehungsstraße nördlich um die Stadt herum. Die L 118 zweigt im Bereich Krempdorf ab und führt zunächst durch in die Ortslage von Krempe – anschließend weiter über Süderau in den Raum Elmshorn.
Im ÖPNV wird Krempe über den gleichnamigen Bahnhof an der Marschbahn erreicht. Hier halten alle Züge der Linien RB 61 und 71 von Hamburg Hbf bzw. Hamburg-Altona nach Itzehoe. Diese Strecke wird zurzeit vom Unternehmen nordbahn angefahren.

## Persönlichkeiten

### Söhne und Töchter der Stadt
- Marcus Jordanus (1531–1595), Professor für Mathematik, Kartograf und Bürgermeister 1568–1595
- Friedrich Heinrich Wiggers (1746–1811), Botaniker und Arzt
- Andreas Blunck (1871–1933), Politiker (FVP, DDP), MdR, MdHB, Reichsjustizminister
- Kurt Vorpahl (1905–1944), kommunistischer Widerstandskämpfer gegen den Nationalsozialismus und NS-Opfer
- Harald Bolten (1913–2002), Standesbeamter, Stadtchronist und Autor, freier Mitarbeiter der Kremper-Zeitung, Ehrenbürger der Stadt Krempe[11]
- Jürgen Lensch (1925–2011), Tierarzt und Stiftungsgründer

### Personen, die mit der Stadt in Verbindung stehen
- Johann Hudemann (1606–1678), Hauptpastor in Krempe seit 1645
- Hermann von Kardorff († 1677), dänischer Offizier und deutscher Hofbeamter, starb in Krempe
- Leberecht Pankoken (um 1850), Gründer und Namensgeber der ersten Hamburger Pankokenkapelle, Sohn eines Klarinettenspielers aus Krempe